# Rugby en España 1971
La temporada 1970/1971 comenzó antes de lo habitual debido al aumento de equipos en la liga nacional y un apretado calendario internacional. El 25 de octubre comenzó la primera jornada de la liga nacional. Antes de Navidad debía disputarse la eliminatoria previa de la VI Copa FIRA, entre España y Portugal.

También  las selecciones de Madrid y Barcelona se enfrentaron a varios equipos extranjeros de visita en España:los sudafricanos de la Universidad de Stellenbosch y la Universidad de Witwatersrand y los clubes argentinos: Club San Fernando, Rugby Club Los Matreros, Club Universitario de Buenos Aires (CUBA) y el Hindú Country Club

Entre el 26 y 28 de febrero se disputó la Copa Ibérica y a pesar de la intensa actividad internacional, la competición nacional y las ligas regionales se concluyeron a principios de marzo, para dar paso a los torneos de copa: la Copa del Generalísimo, la Copa FER y un torneo separado para el ascenso a liga.

Finalmente el 18 y 25 de abril, la Selección Española se tuvo que enfrentar a Bélgica y a Checoslovaquia en la fase final de la Copa FIRA de segunda división.

CUADRO DE HONOR
| TORNEO                            | CAMPEÓN                                | SUBCAMPEÓN                  |
| --------------------------------- | -------------------------------------- | --------------------------- |
| IV Campeonato Liga 1ª División    | Canoe Natación Club                    | Colegio El Salvador         |
| XXXVIII Campeonato España (Copa)  | Canoe Natación Club                    | Colegio El Salvador         |
| II Trofeo Ascenso a Liga Nacional | Club Deportivo Arquitectura            | Club Natación Barcelona     |
| XXI Copa F.E.R.                   | Sociedad Deportiva Anoeta              | Club Natación Pueblo Nuevo  |
| VIII Campeonato España Juvenil    | Club Atlético San Sebastián            | Unión Deportiva Samboyana   |
| Liga Catalana 1ªD                 | Club Natación Barcelona                | Rugby Club Cornellà         |
| Liga de Madrid 1ªD                | Club Olímpico-64 Madrid                | Club Deportivo Arquitectura |
| Liga Castellana                   | CDU-Valladolid                         | IES Padre Isla de León      |
| Liga Vasco-Navarra                | Club Deportivo Universitario Bilbao    | Sociedad Deportiva Anoeta   |
| Liga Valenciana                   | XÈ-15 Valencia                         | Valencia Rugby Club         |
| Liga Andaluza                     | Club Deportivo Arquitectura de Sevilla | Sevilla Club de Fútbol      |
| Liga Asturiana                    | Real Sporting de Gijón                 | CAU Oviedo                  |
| VI Copa Ibérica                   | Sport Lisboa e Benfica                 | Canoe Natación Club         |
| Copa FIRA 2ª División             | Selección de rugby de España           | 2ª posición                 |

## Competiciones Nacionales

### IV Campeonato Nacional de Liga
Con la ampliación a 8 equipos la liga se extendería a 14 jornadas. Los equipos catalanes y madrileños que en 1970 se habían visto sorprendidos por el Atlético San Sebastián partían como favoritos, especialmente el Canoe y el Barcelona. Pero también se apuntaba un nuevo gran rival, el vallisoletano El Salvador, recién ascendido y con el equipo más joven, pero que había demostrado que podía enfrentarse a cualquiera. Este año habría que tener más cuidado porque el último clasificado descendería directamente y el penúltimo tendría que mantener su posición en una promoción.

#### Resultados
La liga comenzó a finales de octubre de 1970, dos meses antes que en temporadas anteriores. Desde el principio el El Salvador demostró su potencial ganando sus primeros tres partidos, derrotando al Canoe y liderando la clasificación. Sorprendentemente la siguiente jornada cae en casa frente al CAU que había perdido todos sus partidos hasta ese momento. Antes de Navidad y con la mitad de la liga transcurrida, el Canoe encabezaba la tabla, seguido de Barcelona (con un partido menos). Atlético SS, Samboyana y Salvador les seguían con 4 victorias, aunque los de Valladolid con un partido menos. Tras el parón navideño, El Salvador derrota al Barcelona, en su partido aplazado y se coloca segundo. 

Los líderes se complican la clasificación empatando en San Baudilio, el Barcelona también falla perdiendo en casa con el Atlético, pero El Salvador no lo hace y es segundo a un solo punto de los madrileños. La 9.ª jornada sería fundamental ya que se enfrentaban ambos equipos en Madrid. Los canoistas no dieron opción y se impusieron por un rotundo 16-0, resolviendo gran parte de la liga, ya que a partir de ese momento ganaron todos sus partidos. También El Salvador hizo una buena segunda vuelta, ganando todos su partidos, menos el último con el Barcelona, cuando las posiciones finales ya estaban decididas.

Los favoritos cumplieron su papel, el Canoe se proclamó campeón y el Barcelona fue tercero tras el equipo revelación de la temporada, El Salvador. Samboyana y Atlético fueron 4º y 5º sin demasiados agobios. En la parte baja el Universitario se salvó gracias a la sanción que tuvo el Cisneros por su incomparecencia navideña. El CAU-Madrid con solo dos victorias en la temporada descendía directamente a regional.

| Resultados 1ª División 1971 IDA                            | Resultados 1ª División 1971 IDA | Resultados 1ª División 1971 IDA | Resultados 1ª División 1971 IDA |
| Ciudad                                                     | Local                           | Resultado                       | Visitante                       |
| ---------------------------------------------------------- | ------------------------------- | ------------------------------- | ------------------------------- |
| 1ª Jornada (25 de octubre de 1970)                         |                                 |                                 |                                 |
| Barcelona                                                  | Club Deportivo Universitario    | 9-0                             | CAU Madrid Rugby Club           |
| Madrid                                                     | Canoe Natación Club             | 24-13                           | Unión Deportiva Samboyana       |
| Madrid                                                     | Colegio Mayor Cisneros          | 5-12                            | Colegio El Salvador             |
| San Sebastián                                              | Club Atlético San Sebastián     | 15-23                           | Club de Fútbol Barcelona        |
| 2ª Jornada (1 de noviembre de 1970)                        |                                 |                                 |                                 |
| Valladolid                                                 | Colegio El Salvador             | 11-5                            | Canoe Natación Club             |
| Madrid                                                     | CAU Madrid Rugby Club           | 6-13                            | Club Atlético San Sebastián     |
| Barcelona                                                  | Unión Deportiva Samboyana       | 8-3                             | Club Deportivo Universitario    |
| Barcelona                                                  | Club de Fútbol Barcelona        | 15-23                           | Colegio Mayor Cisneros          |
| 3ª Jornada (8 de noviembre de 1970)                        |                                 |                                 |                                 |
| Madrid                                                     | CAU Madrid Rugby Club           | 11-13                           | Unión Deportiva Samboyana       |
| Madrid                                                     | Canoe Natación Club             | 18-9                            | Club de Fútbol Barcelona        |
| San Sebastián                                              | Club Atlético San Sebastián     | 25-0                            | Colegio Mayor Cisneros          |
| Barcelona                                                  | Club Deportivo Universitario    | 3-19                            | Colegio El Salvador             |
| 4ª Jornada (15 de noviembre de 1970)                       |                                 |                                 |                                 |
| Barcelona                                                  | Unión Deportiva Samboyana       | 6-16                            | Club Atlético San Sebastián     |
| Barcelona                                                  | Club de Fútbol Barcelona        | 17-3                            | Club Deportivo Universitario    |
| Madrid                                                     | Colegio Mayor Cisneros          | 9-18                            | Canoe Natación Club             |
| Valladolid                                                 | Colegio El Salvador             | 9-13                            | CAU Madrid Rugby Club           |
| 5ª Jornada (24 de noviembre de 1970)                       |                                 |                                 |                                 |
| Barcelona                                                  | Unión Deportiva Samboyana       | 20-15                           | Colegio El Salvador             |
| Barcelona                                                  | Club Deportivo Universitario    | 11-3                            | Colegio Mayor Cisneros          |
| Madrid                                                     | CAU Madrid Rugby Club           | 8-22                            | Club de Fútbol Barcelona        |
| San Sebastián                                              | Club Atlético San Sebastián     | 5-9                             | Canoe Natación Club             |
| 6ª Jornada (6 y 8 de diciembre de 1970)                    |                                 |                                 |                                 |
| Madrid                                                     | Colegio Mayor Cisneros          | 16-5                            | CAU Madrid Rugby Club           |
| Madrid                                                     | Canoe Natación Club             | 16-3                            | Club Deportivo Universitario    |
| San Sebastián                                              | Club Atlético San Sebastián     | 6-20                            | Colegio El Salvador             |
| Barcelona                                                  | Club de Fútbol Barcelona        | 18-11                           | Unión Deportiva Samboyana       |
| 7ª Jornada (27 de diciembre de 1970 y 7 de enero de 1971*) |                                 |                                 |                                 |
| Barcelona                                                  | Club Deportivo Universitario    | 8-19                            | Club Atlético San Sebastián     |
| Barcelona                                                  | Unión Deportiva Samboyana       | 5-0 (n.p)                       | Colegio Mayor Cisneros          |
| Madrid                                                     | CAU Madrid Rugby Club           | 3-42                            | Canoe Natación Club             |
| Valladolid*                                                | Colegio El Salvador             | 15-5                            | Club de Fútbol Barcelona        |

| Resultados 1ª División 1971 VUELTA  | Resultados 1ª División 1971 VUELTA | Resultados 1ª División 1971 VUELTA | Resultados 1ª División 1971 VUELTA |
| Ciudad                              | Local                              | Resultado                          | Visitante                          |
| ----------------------------------- | ---------------------------------- | ---------------------------------- | ---------------------------------- |
| 8ª Jornada (10 de enero de 1971)    |                                    |                                    |                                    |
| Barcelona                           | Club de Fútbol Barcelona           | 8-17                               | Club Atlético San Sebastián        |
| Barcelona                           | Unión Deportiva Samboyana          | 3-3                                | Canoe Natación Club                |
| Madrid                              | CAU Madrid Rugby Club              | 14-9                               | Club Deportivo Universitario       |
| Valladolid                          | Colegio El Salvador                | 17-6                               | Colegio Mayor Cisneros             |
| 9ª Jornada (17 de enero de 1971)    |                                    |                                    |                                    |
| San Sebastián                       | Club Atlético San Sebastián        | 9-8                                | CAU Madrid Rugby Club              |
| Barcelona                           | Club Deportivo Universitario       | 11-8                               | Unión Deportiva Samboyana          |
| Madrid                              | Canoe Natación Club                | 16-0                               | Colegio El Salvador                |
| Madrid                              | Colegio Mayor Cisneros             | 0-8                                | Club de Fútbol Barcelona           |
| 10ª Jornada (24 de enero de 1971)   |                                    |                                    |                                    |
| Barcelona                           | Unión Deportiva Samboyana          | 6-3                                | CAU Madrid Rugby Club              |
| Valladolid                          | Colegio El Salvador                | 16-3                               | Club Deportivo Universitario       |
| Barcelona                           | Club de Fútbol Barcelona           | 8-9                                | Canoe Natación Club                |
| Madrid                              | Colegio Mayor Cisneros             | 11-3                               | Club Atlético San Sebastián        |
| 11ª Jornada (7 de febrero de 1971)  |                                    |                                    |                                    |
| San Sebastián                       | Club Atlético San Sebastián        | 3-11                               | Unión Deportiva Samboyana          |
| Barcelona                           | Club Deportivo Universitario       | 0-19                               | Club de Fútbol Barcelona           |
| Madrid                              | Canoe Natación Club                | 19-3                               | Colegio Mayor Cisneros             |
| Madrid                              | CAU Madrid Rugby Club              | 5-8                                | Colegio El Salvador                |
| 12ª Jornada (14 de febrero de 1971) |                                    |                                    |                                    |
| Barcelona                           | Colegio El Salvador                | 16-3                               | Unión Deportiva Samboyana          |
| Madrid                              | Colegio Mayor Cisneros             | 10-16                              | Club Deportivo Universitario       |
| Barcelona                           | Club de Fútbol Barcelona           | 11-6                               | CAU Madrid Rugby Club              |
| Madrid                              | Canoe Natación Club                | 9-5                                | Club Atlético San Sebastián        |
| 13ª Jornada (21 de febrero de 1971) |                                    |                                    |                                    |
| Madrid                              | CAU Madrid Rugby Club              | 0-3                                | Colegio Mayor Cisneros             |
| Madrid                              | Club Deportivo Universitario       | 8-12                               | Canoe Natación Club                |
| Valladolid                          | Colegio El Salvador                | 11-9                               | Club Atlético San Sebastián        |
| Barcelona                           | Unión Deportiva Samboyana          | 11-9                               | Club de Fútbol Barcelona           |
| 14ª Jornada (7 de marzo de 1971)    |                                    |                                    |                                    |
| San Sebastián                       | Club Atlético San Sebastián        | 33-9                               | Club Deportivo Universitario       |
| Madrid                              | Colegio Mayor Cisneros             | 14-6                               | Unión Deportiva Samboyana          |
| Madrid                              | Canoe Natación Club                | 14-8                               | CAU Madrid Rugby Club              |
| Barcelona                           | Club de Fútbol Barcelona           | 19-6                               | Colegio El Salvador                |

#### Tabla de resultados
| Local \ Visitante            | ASS  | CFB   | CDU   | CNC  | CMC   | CAU  | SAL   | SAN   |
| ---------------------------- | ---- | ----- | ----- | ---- | ----- | ---- | ----- | ----- |
| Club Atlético San Sebastián  | —    | 15–23 | 19–3  | 5–9  | 25–0  | 13–6 | 6–20  | 16–6  |
| Club de Fútbol Barcelona     | 8–17 | —     | 17–3  | 8–9  | 15–23 | 11–6 | 19–6  | 18–11 |
| Club Deportivo Universitario | 8–19 | 0–19  | —     | 8–12 | 11–3  | 9–0  | 3–19  | 11–8  |
| Canoe Natación Club          | 9–5  | 18–9  | 16–3  | —    | 19–3  | 14–8 | 16–0  | 24–13 |
| Colegio Mayor Cisneros       | 11–3 | 0–8   | 10–16 | 9–18 | —     | 16–5 | 5–12  | 14–6  |
| CAU Madrid Rugby Club        | 6–13 | 8–22  | 14–9  | 3–42 | 0–3   | —    | 5–8   | 11–13 |
| Colegio El Salvador          | 20–6 | 15–5  | 19–3  | 11–5 | 12–5  | 9–13 | —     | 15–20 |
| Unión Deportiva Samboyana    | 6–16 | 11–9  | 8–3   | 3–3  | 5–0   | 6–3  | 20–15 | —     |

#### Clasificación
| \| \| Clasificación Liga Nacional 1970-1971 \| |                                       |     |    |   |    |     |     |        |
| Pos                                            | Equipo                                | Jug | V  | E | D  | PF  | PC  | Pts    |
| 1º                                             | Canoe Natación Club                   | 14  | 12 | 1 | 1  | 212 | 83  | 39     |
| 2º                                             | Colegio El Salvador                   | 14  | 10 | 0 | 4  | 182 | 122 | 34     |
| 3                                              | Club de Fútbol Barcelona              | 14  | 9  | 0 | 5  | 192 | 122 | 32     |
| 4º                                             | Unión Deportiva Samboyana             | 14  | 7  | 1 | 6  | 124 | 146 | 29     |
| 5º                                             | Club Atlético San Sebastián           | 14  | 7  | 0 | 7  | 166 | 127 | 28     |
| 6º                                             | Club Deportivo Universitario          | 14  | 4  | 0 | 10 | 91  | 195 | 22     |
| 7º                                             | Colegio Mayor Cisneros                | 14  | 4  | 0 | 10 | 84  | 161 | 21 (a) |
| 8º                                             | CAU Madrid Rugby Club                 | 14  | 2  | 0 | 12 | 90  | 185 | 18     |
|                                                | Clasificación Liga Nacional 1970-1971 |     |    |   |    |     |     |        |

(a) CM Cisneros con un punto menos por incomparecencia
| Trophee championnat Espagnol Rugby |
| Campeón Canoe Natación Club        |
| 1er título                         |

### XXXVIII Campeonato de España (Copa del Generalísimo)
Para la Copa del Generalísimo, como en 1970 se clasificaban los 4 primeros de la Liga Nacional, pero a diferencia de la anterior, las semifinales serían por eliminatoria de ida y vuelta, aunque la final a un solo partido en Madrid. En el sorteo se emparejaron 1º con 3º y 2º con 4º. El campeón resolvió su eliminatoria en el primer partido, ganando holgadamente al CF Barcelona en Barcelona. La otra semifinal estuvo más disputada, ganando El Salvador en Valladolid por tan solo 3-0. Los partidos de vuelta estuvieron muy ajustados, el Canoe ganó con un corto 6-3, mientras que los de Valladolid defendieron su ventaja en San Baudilio ganando 6-8.

#### Semifinales
Ida: 14 de marzo de 1971
Vuelta: 21 de marzo de 1971
| Semifinal 1              | Resultado |                          |
| ------------------------ | --------- | ------------------------ |
| Club de Fútbol Barcelona | 3-17      | Canoe Natación Club      |
| Canoe Natación Club      | 6-3       | Club de Fútbol Barcelona |
| Canoe Natación Club 23-6 |           |                          |

| Semifinal 2               | Resultado |                           |
| ------------------------- | --------- | ------------------------- |
| El Salvador               | 3-0       | Unión Deportiva Samboyana |
| Unión Deportiva Samboyana | 6-8       | El Salvador               |
| El Salvador 11-6          |           |                           |

#### Final
La final fue también muy disputada con el campeón con serios problemas para doblegar al recién ascendido por solo 6-3. De este modo el Canoe obtenía un doblete y su cuarto título de copa, mientras los de Pucela conseguían un magnífico doble subcampeonato en su primer año en la máxima categoría. 

28 de marzo de 1970

|                     | Resultado |             |
| ------------------- | --------- | ----------- |
| Canoe Natación Club | 6-3       | El Salvador |

| Copa_del_Rey_(rugby_union)  |
| Campeón Canoe Natación Club |
| 4º título                   |

### IIº Torneo de Ascenso a Liga Nacional
En 1971 se separa el Torneo de Ascenso de la Copa FER, por lo que los primeros clasificados de la ligas regionales jugarán el ascenso y los 3º y 4º jugarán la FER. De este modo 2 equipos de Cataluña (Natación y Cornellá), Madrid (Olímpico y Arquitectura), Andalucía (Arquitectura y Sevilla CF), Asturias (Gijón y CAU-Oviedo) y Valencia (Xè-15, Valencia RC), con 1 equipo de la Vasco-Navarra (Universitario Bilbao), Valladolid (CDU), León (Padre Isla) y Aragón (Veterinaria) competiran por dos plazas (ascenso directo y promoción). Para hacer 3 grupos de 4 equipos se deben eliminar dos previamente, por lo que por sorteo Gijón contra Veterinaria de Zaragoza y Natación Barcelona contra CDU Valladolid son los que la deberán jugar.

#### Eliminatoria Previa
| Previa 1                                              | Resultado |                         |
| ----------------------------------------------------- | --------- | ----------------------- |
| Real Gijón                                            | 3-3       | CR Veterinaria Zaragoza |
| CR Veterinaria Zaragoza                               | 11-8      | Real Gijón              |
| Clasificado: Club de Rugby Veterinaria Zaragoza 14-11 |           |                         |

| Previa 2                             | Resultado |                    |
| ------------------------------------ | --------- | ------------------ |
| CDU Valladolid                       | 0-19      | Natación Barcelona |
| Natación Barcelona                   | 20-0      | CDU Valladolid     |
| Clasificado: Natación Barcelona 30-0 |           |                    |

#### Fase de grupos
Con los 12 equipos finales se formarán 3 cuadros de copa (semifinales y finales) que darán los 3 clasificados para la liguilla final. Catalanes y madrileños son los favoritos y no defraudan las expectativas.

En el grupo A los "arquitectos" de Madrid y Sevilla se clasifican para la final frente a Leó y Zaragoza respectivamente. Aunque los sevillanos vencen el primer partido en casa por 9-6, en la vuelta los madrileños les superan contundentemente por 20-0.

En el grupo B el Natación Barcelona apabulla al CAU-Oviedo con un resultado final de 96-0 en la semifinal. Tampoco será un problema la final contra el Universitario de Bilbao, aunque los vizcaínos consiguieron empatar un partido 6-6.

El grupo C era a priori el más disputado pues se enfrentaban en la final el campeón de Madrid contra el subcampeón de Cataluña. Aunque los de Cornellá vencieron en casa por 11-6, los madrileños de Olímpico no fallaron en la vuelta y vencieron 32-0, solventando así su clasificación.

|  | Semifinales             | Semifinales | Semifinales         |   |                      | Final                            | Final                            | Final                            |  |
|  | Grupo A                 | Grupo A     | Grupo A             |   |                      | Clasificado: Arquitectura Madrid | Clasificado: Arquitectura Madrid | Clasificado: Arquitectura Madrid |  |
|  |                         |             |                     |   |                      |                                  |                                  |                                  |  |
|  |                         |             |                     |   |                      |                                  |                                  |                                  |  |
|  | CR Veterinaria Zaragoza | 8           | 3                   |   |                      |                                  |                                  |                                  |  |
|  | CR Veterinaria Zaragoza | 8           | 3                   |   |                      |                                  |                                  |                                  |  |
|  | Arquitectura Sevilla    | 14          | 30                  |   |                      |                                  |                                  |                                  |  |
|  | Arquitectura Sevilla    | 14          | 30                  |   | Arquitectura Sevilla | 9                                | 0                                |                                  |  |
|  |                         |             |                     |   | Arquitectura Sevilla | 9                                | 0                                |                                  |  |
|  |                         |             | Arquitectura Madrid | 6 | 20                   |                                  |                                  |                                  |  |
|  | Instituto Padre Isla    | 3           | Arquitectura Madrid | 6 | 20                   | 3                                |                                  |                                  |  |
|  | Instituto Padre Isla    | 3           |                     |   |                      | 3                                |                                  |                                  |  |
|  | Arquitectura Madrid     | 16          | 39                  |   |                      |                                  |                                  |                                  |  |
|  | Arquitectura Madrid     | 16          | 39                  |   |                      |                                  |                                  |                                  |  |
|  |                         |             |                     |   |                      |                                  |                                  |                                  |  |

|  | Semifinales             | Semifinales | Semifinales             |   |                    | Final                           | Final                           | Final                           |  |
|  | Grupo B                 | Grupo B     | Grupo B                 |   |                    | Clasificado: Natación Barcelona | Clasificado: Natación Barcelona | Clasificado: Natación Barcelona |  |
|  |                         |             |                         |   |                    |                                 |                                 |                                 |  |
|  |                         |             |                         |   |                    |                                 |                                 |                                 |  |
|  | CAU Oviedo              | 0           | 0                       |   |                    |                                 |                                 |                                 |  |
|  | CAU Oviedo              | 0           | 0                       |   |                    |                                 |                                 |                                 |  |
|  | Natación Barcelona      | 53          | 43                      |   |                    |                                 |                                 |                                 |  |
|  | Natación Barcelona      | 53          | 43                      |   | Natación Barcelona | 19                              | 6                               |                                 |  |
|  |                         |             |                         |   | Natación Barcelona | 19                              | 6                               |                                 |  |
|  |                         |             | CD Universitario Bilbao | 0 | 6                  |                                 |                                 |                                 |  |
|  | Valencia Rugby Club     | 15          | CD Universitario Bilbao | 0 | 6                  | 0                               |                                 |                                 |  |
|  | Valencia Rugby Club     | 15          |                         |   |                    | 0                               |                                 |                                 |  |
|  | CD Universitario Bilbao | 0           | 22                      |   |                    |                                 |                                 |                                 |  |
|  | CD Universitario Bilbao | 0           | 22                      |   |                    |                                 |                                 |                                 |  |
|  |                         |             |                         |   |                    |                                 |                                 |                                 |  |

|  | Semifinales            | Semifinales | Semifinales |   |                     | Final                    | Final                    | Final                    |  |
|  | Grupo C                | Grupo C     | Grupo C     |   |                     | Clasificado: Olímpico-64 | Clasificado: Olímpico-64 | Clasificado: Olímpico-64 |  |
|  |                        |             |             |   |                     |                          |                          |                          |  |
|  |                        |             |             |   |                     |                          |                          |                          |  |
|  | XÈ-15 Valencia         | 3           | 6           |   |                     |                          |                          |                          |  |
|  | XÈ-15 Valencia         | 3           | 6           |   |                     |                          |                          |                          |  |
|  | Rugby Club Cornellà    | 3           | 24          |   |                     |                          |                          |                          |  |
|  | Rugby Club Cornellà    | 3           | 24          |   | Rugby Club Cornellà | 11                       | 0                        |                          |  |
|  |                        |             |             |   | Rugby Club Cornellà | 11                       | 0                        |                          |  |
|  |                        |             | Olímpico-64 | 6 | 32                  |                          |                          |                          |  |
|  | Olímpico-64            | 22          | Olímpico-64 | 6 | 32                  | 9                        |                          |                          |  |
|  | Olímpico-64            | 22          |             |   |                     | 9                        |                          |                          |  |
|  | Sevilla Club de Fútbol | 8           | 3           |   |                     |                          |                          |                          |  |
|  | Sevilla Club de Fútbol | 8           | 3           |   |                     |                          |                          |                          |  |
|  |                        |             |             |   |                     |                          |                          |                          |  |

#### Fase Final
Los tres equipos clasificados se jugaban la final del torneo en una liguilla a un a sola vuelta. El sorteo favorece al Arquitectura que jugará sus dos partidos en Madrid. El primer enfrentamiento entre los dos campeones se salda con un corto 3-3. La semana siguiente el duelo madrileños termina en victoria de Arquitectura por 5 puntos. El desenlace final se dio el 30 de mayo, el Olímpico necesitaba que Arquitectura ganará por más de 5 puntos, per los catalanes del Natación solo cedieron por dos puntos y dieron el paso directo a Arquitectura a la liga nacional y ellos deberían promocionar contra el Cisneros.
|           |              | Liguilla Final              | Resultado |                             |
| --------- | ------------ | --------------------------- | --------- | --------------------------- |
| Barcelona | 16-mayo-1971 | Club Natación Barcelona     | 3-3       | Olímpico-64                 |
| Madrid    | 23-mayo-1971 | Olímpico-64                 | 9-14      | Club Deportivo Arquitectura |
| Madrid    | 30-mayo-1971 | Club Deportivo Arquitectura | 10-8      | Club Natación Barcelona     |

| \| \| Clasificación Torneo Ascenso \| |                              |   |   |   |    |    |                         |
| Pos                                   | Equipo                       | V | E | D | PF | PC |                         |
| 1º                                    | Club Deportivo Arquitectura  | 2 | 0 | 0 | 24 | 17 | Ascenso a Liga Nacional |
| 2º                                    | Club Natación Barcelona      | 0 | 1 | 1 | 11 | 13 | Promociona              |
| 3                                     | Olímpico-64                  | 0 | 1 | 1 | 12 | 17 |                         |
|                                       | Clasificación Torneo Ascenso |   |   |   |    |    |                         |

#### Promoción a Liga Nacional
El partido definitivo para configurar la liga nacional de 1971-1972 se disputó en campo neutral el 6 de junio de 1971 entre el Natación Barcelona y el penúltimo de la liga, el Colegio Mayor Cisneros. El club colegial, en una profunda crisis no pudo parar a los catalanes y cayó con un claro 6-16 que les abocaba a volver a la liga regional.

De este modo se rompía el habitual equilibrio entre clubs catalanes y madrileños en la máxima categoría. Para 1972 habría cuatro representantes catalanes (Barça, Santboiana, Universitario y Natación), por dos madrileños (Canoe y Arquitectura), un vasco (Atlético San Sebastián) y uno de Valladolid (El Salvador). 
|                                                   |                    |                        | Resultado |                         |
| ------------------------------------------------- | ------------------ | ---------------------- | --------- | ----------------------- |
| Valencia                                          | 6 de junio de 1971 | Colegio Mayor Cisneros | 6-16      | Club Natación Barcelona |
| Asciende a Liga Nacional: Club Natación Barcelona |                    |                        |           |                         |

### XXI Copa F.E.R
Al separarse del torneo de ascenso los equipos clasificados son el 3º y 4º de las ligas de Cataluña, Valencia, Madrid, Andalucía, Vasco-navarra (2º y 3º) y Asturias. En la primera eliminatoria se cruzan los equipos de una misma territorial, y en la segunda Cataluña contra Valencia, Madrid contra Andalucía y Vasco-Navarra contra Asturias. Como era de prever, pasan los representantes de Cataluña y Madrid, a los que se suma el equipo de San Sebastián.

|  | Semifinales                  | Semifinales | Semifinales                  |   |                            | Final                          | Final                          | Final                          |  |
|  | Grupo Este                   | Grupo Este  | Grupo Este                   |   |                            | Clasificado: C.N. Pueblo Nuevo | Clasificado: C.N. Pueblo Nuevo | Clasificado: C.N. Pueblo Nuevo |  |
|  |                              |             |                              |   |                            |                                |                                |                                |  |
|  |                              |             |                              |   |                            |                                |                                |                                |  |
|  | Club Natación Pueblo Nuevo   | 11          | 9                            |   |                            |                                |                                |                                |  |
|  | Club Natación Pueblo Nuevo   | 11          | 9                            |   |                            |                                |                                |                                |  |
|  | Club Natación Montjuich      | 3           | 8                            |   |                            |                                |                                |                                |  |
|  | Club Natación Montjuich      | 3           | 8                            |   | Club Natación Pueblo Nuevo | 40                             | 26                             |                                |  |
|  |                              |             |                              |   | Club Natación Pueblo Nuevo | 40                             | 26                             |                                |  |
|  |                              |             | Peña Deportiva Valencianista | 0 | 0                          |                                |                                |                                |  |
|  | Levante Unión Deportiva      | 3           | Peña Deportiva Valencianista | 0 | 0                          | 0                              |                                |                                |  |
|  | Levante Unión Deportiva      | 3           |                              |   |                            | 0                              |                                |                                |  |
|  | Peña Deportiva Valencianista | 5           | 8                            |   |                            |                                |                                |                                |  |
|  | Peña Deportiva Valencianista | 5           | 8                            |   |                            |                                |                                |                                |  |
|  |                              |             |                              |   |                            |                                |                                |                                |  |

|  | Semifinales                    | Semifinales | Semifinales                    |   |                       | Final                              | Final                              | Final                              |  |
|  | Grupo Sur                      | Grupo Sur   | Grupo Sur                      |   |                       | Clasificado: Canoe Natación Club B | Clasificado: Canoe Natación Club B | Clasificado: Canoe Natación Club B |  |
|  |                                |             |                                |   |                       |                                    |                                    |                                    |  |
|  |                                |             |                                |   |                       |                                    |                                    |                                    |  |
|  | Canoe Natación Club B          | 6           | 18                             |   |                       |                                    |                                    |                                    |  |
|  | Canoe Natación Club B          | 6           | 18                             |   |                       |                                    |                                    |                                    |  |
|  | CAU Madrid B                   | 0           | 3                              |   |                       |                                    |                                    |                                    |  |
|  | CAU Madrid B                   | 0           | 3                              |   | Canoe Natación Club B | 25                                 | 11                                 |                                    |  |
|  |                                |             |                                |   | Canoe Natación Club B | 25                                 | 11                                 |                                    |  |
|  |                                |             | Agrupación Gimnástica Macarena | 3 | 11                    |                                    |                                    |                                    |  |
|  | Agrupación Gimnástica Macarena | 6           | Agrupación Gimnástica Macarena | 3 | 11                    | 8                                  |                                    |                                    |  |
|  | Agrupación Gimnástica Macarena | 6           |                                |   |                       | 8                                  |                                    |                                    |  |
|  | Club Natación Sevilla          | 6           | 6                              |   |                       |                                    |                                    |                                    |  |
|  | Club Natación Sevilla          | 6           | 6                              |   |                       |                                    |                                    |                                    |  |
|  |                                |             |                                |   |                       |                                    |                                    |                                    |  |

|  | Semifinales                  | Semifinales | Semifinales               |   |                              | Final                                  | Final                                  | Final                                  |  |
|  | Grupo Norte                  | Grupo Norte | Grupo Norte               |   |                              | Clasificado: Sociedad Deportiva Anoeta | Clasificado: Sociedad Deportiva Anoeta | Clasificado: Sociedad Deportiva Anoeta |  |
|  |                              |             |                           |   |                              |                                        |                                        |                                        |  |
|  |                              |             |                           |   |                              |                                        |                                        |                                        |  |
|  | Universidad Laboral de Gijón | 23          | 6                         |   |                              |                                        |                                        |                                        |  |
|  | Universidad Laboral de Gijón | 23          | 6                         |   |                              |                                        |                                        |                                        |  |
|  | Fundación Revillagigedo      | 3           | 5                         |   |                              |                                        |                                        |                                        |  |
|  | Fundación Revillagigedo      | 3           | 5                         |   | Universidad Laboral de Gijón | 0                                      | 0                                      |                                        |  |
|  |                              |             |                           |   | Universidad Laboral de Gijón | 0                                      | 0                                      |                                        |  |
|  |                              |             | Sociedad Deportiva Anoeta | 5 | 14                           |                                        |                                        |                                        |  |
|  | Sociedad Deportiva Anoeta    | 0           | Sociedad Deportiva Anoeta | 5 | 14                           | 3                                      |                                        |                                        |  |
|  | Sociedad Deportiva Anoeta    | 0           |                           |   |                              | 3                                      |                                        |                                        |  |
|  | Atlético San Sebastián B     | 0           | 0                         |   |                              |                                        |                                        |                                        |  |
|  | Atlético San Sebastián B     | 0           | 0                         |   |                              |                                        |                                        |                                        |  |
|  |                              |             |                           |   |                              |                                        |                                        |                                        |  |

#### Fase Final
Como en el Torneo de ascenso, se hace una liguilla a una vuelta con los tres equipos clasificados. La SD Anoeta (antes Motobic-Parte Vieja) gana sus dos partidos proclamándose campeón. El empate a 0 entre Canoe y Pueblo Nuevo hace que de declaren a ambos subcampeones. Este será el último campeonato de la Copa FER hasta la temporada de 1977-1978.
|               |               | Liguilla Final             | Resultado |                            |
| ------------- | ------------- | -------------------------- | --------- | -------------------------- |
| Madrid        | 25-abril-1971 | Canoe Natación Club B      | 3-5       | Sociedad Deportiva Anoeta  |
| Barcelona     | 2-mayo-1971   | Club Natación Pueblo Nuevo | 0-0       | Canoe Natación Club B      |
| San Sebastián | 9-mayo-1971   | Sociedad Deportiva Anoeta  | 15-9      | Club Natación Pueblo Nuevo |

| \| \| Clasificación Copa FER \| |                            |   |   |   |    |    |            |
| Pos                             | Equipo                     | V | E | D | PF | PC |            |
| 1º                              | Sociedad Deportiva Anoeta  | 2 | 0 | 0 | 20 | 12 | Campeón    |
| 2º                              | Canoe Natación Club B      | 0 | 1 | 1 | 3  | 5  | Subcampeón |
| 3                               | Club Natación Pueblo Nuevo | 0 | 1 | 1 | 9  | 15 | Subcampeón |
|                                 | Clasificación Copa FER     |   |   |   |    |    |            |

## Campeonatos Regionales

#### Federación Catalana de Rugby
Sede: Barcelona

Licencias: 1544 (786 sénior, 458 juvenil, 300 infantil) incremento 68,1%

19 clubes adscritos en 2 divisiones senior, 1 juvenil, 1 cadete

Presupuesto 1.232.388 pesetas

En 1971 la liga catalana se consolida como la más fuerte del país. Además del "Barça", el "Sitari" y la Santboiana, de División de Honor, otros clubs fuertes, como el Natación, el Cornellà, o Poble Nou tienen potencial para disputar la máxima categoría. En la liga de 1ª División catalana son precisamente estos equipos quienes encabezan la clasificación en una cerrada lucha con 10 victorias cada uno. Al final es el Natación con dos derrotas el equipo que se impone, frente a Cornellà con 3 y Pueblo Nuevo con 4. Los dos primeros disputarán el torneo de ascenso (el Natación lo consiguió), mientras el tercero con el Natación Montjuich entrarán en el cuadro de la Copa FER.

En la 2ª División el La Salle Bonanova ganará con autoridad y se presenta como otro club emergente, con una sólida cantera (1 juvenil y 3 cadetes), junto a la Gimnástica de Badalona, ampliando la extensión del rugby catalán más allá de la ciudad de Barcelona

| División A | División A                  | G  | E | P  | PF  | PC  | Pts |  | División B | División B                               | Pts |
| ---------- | --------------------------- | -- | - | -- | --- | --- | --- |  | ---------- | ---------------------------------------- | --- |
| 1º         | Club Natación Barcelona     | 10 | 2 | 2  | 197 | 54  | 36  |  | 1º         | Club de Rugby La Salle Bonanova          | 66  |
| 2º         | Rugby Club Cornellà         | 10 | 1 | 3  | 177 | 68  | 35  |  | 2º         | Unión Gimnástica y Deportiva de Badalona | 64  |
| 3º         | Club Natación Pueblo Nuevo  | 10 | 0 | 4  | 164 | 71  | 34  |  | 3º         | Club Natación Montjuich B                | 57  |
| 4º         | Club Natación Montjuich     | 8  | 1 | 5  | 121 | 86  | 31  |  | 4º         | Club Natación Barcelona B                | 57  |
| 5º         | Picadero-Damm               | 6  | 0 | 8  | 106 | 148 | 26  |  | 5º         | Facultad de Medicina                     | 56  |
| 6º         | Unión Deportiva Samboyana B | 5  | 1 | 8  | 78  | 143 | 25  |  | 6º         | Rugby Club Cornellà B                    | 56  |
| 7º         | Barcelona Unión Club (BUC)  | 4  | 2 | 8  | 76  | 137 | 24  |  | 7º         | Club Deportivo Universitario B           | 49  |
| 8º         | Club de Futbol Barcelona B  | 0  | 1 | 13 | 42  | 254 | 15  |  | 8º         | Club Natación Pueblo Nuevo B             | 46  |
|            |                             |    |   |    |     |     |     |  | 9º         | Rugby Reus                               | 42  |
|            |                             |    |   |    |     |     |     |  | 10º        | Picadero-Damm B                          | 38  |
|            |                             |    |   |    |     |     |     |  | 11º        | Centralban                               | 33  |
|            |                             |    |   |    |     |     |     |  | 12º        | Real Club Deportivo Español              | 30  |
|            |                             |    |   |    |     |     |     |  | 13º        | Barcelona Unión Club (BUC) B             | 28  |

#### Federación Castellana (Madrid) de Rugby
Sede: Madrid

Licencias: 1147 (721 sénior, 306 juvenil, 120 infantil) incremento 33%

19 clubes adscritos en 3 divisiones sénior, 1 juvenil

Presupuesto 929.463 pesetas

La competición madrileña tuvo en la temporada 1970-71 se vio afectada por diversos contratiempos como una gran nevada del 7 al 9 de marzo que dejó durante varias semanas los campos inutilizables, o los diversos compromisos internacionales de la Selección de Madrid, por lo que resultó una competencia un tanto caótica, con muchos aplazamientos  e incomparecencias. Sin embargo desde el principio dos equipos emergentes destacaron en la 1ª División: el Olímpico-64 y el Arquitectura. Los primeros, un equipo del barrio de San Antonio, tienen en 1971 una impresionante cantera a pesar de sus modestos medios. La "Escuela" ha pasado en 1970 a denominarse "Club Deportivo", actuando, con apoyo pero con independencia de la Universidad Politécnica. Son los principios de dos clubs históricos del rugby madrileño. Igualmente en 3ª División comienza a despuntar otro club que hará historia rugbística, el Liceo Francés, que obtiene el primer título sénior de su trayectoria. 
Olímpico y Arquitectura representarán a Madrid en la fase de ascenso, mientras que Canoe B y CAU B lo harán en la Copa FER.
| 1ª División | 1ª División                      | G             | E             | P             | PF            | PC            | Pts           |  | 2ª División | 2ª División                      | Pts  |  | 3º División | 3º División                   | Pts  |
| ----------- | -------------------------------- | ------------- | ------------- | ------------- | ------------- | ------------- | ------------- |  | ----------- | -------------------------------- | ---- |  | ----------- | ----------------------------- | ---- |
| 1º          | Olímpico-64                      | 10            | 2             | 0             | 141           | 36            | 34            |  | 1º          | Colegio Mayor San Agustín        | 26   |  | 1º          | Liceo Francés                 | 24   |
| 2º          | Club Deportivo Arquitectura      | 9             | 2             | 1             | 223           | 45            | 32            |  | 2º          | Club Deportivo Caminos           | 23   |  | 2º          | Club Deportivo Arquitectura B | 21   |
| 3º          | Canoe Natación Club B            | 7             | 1             | 4             | 185           | 99            | 27            |  | 3º          | Colegio Mayor Antonio de Nebrija | 20   |  | 3º          | Daulan Telecomunicaciones     | 2    |
| 4º          | CAU Madrid Rugby Club B          | 6             | 0             | 6             | 73            | 171           | 24            |  | 4º          | Olímpico-64 B                    | 19   |  | 4º          | Olímpico-64 C                 | 21   |
| 5º          | Colegio Mayor Chaminade          | 3             | 1             | 8             | 64            | 140           | 19            |  | 5º          | Colegio Mayor Ensenada B         | 19   |  | 5º          | Canoe Natación Club C         | 20   |
| 6º          | Colegio Mayor Ensenada           | 2             | 1             | 9             | 52            | 159           | 17            |  | 6º          | CAU Madrid Rugby Club C          | 12   |  | 6º          | Club Deportivo Caminos B      | 12   |
| 7º          | Colegio Mayor Aquinas            | 2             | 1             | 9             | 90            | 180           | 17            |  | 7º          | Residencia General Franco        | Desc |  | 7º          | Colegio Mayor Aquinas B       | Desc |
| 8º          | Escuela Automovilística Ejército | Descalificado | Descalificado | Descalificado | Descalificado | Descalificado | Descalificado |  | 8º          | Colegio Mayor Cisneros B         | Ret. |  | 8º          | Colegio Espíritu Santo        | Desc |

#### Federación Andaluza de Rugby
Sede: Sevilla

Licencias: 819 (270 sénior, 217 juvenil, 332 infantil) incremento 72,7%

25 clubes adscritos  en 2 divisiones senior, 1 juvenil, 1 infantil

Presupuesto 313.824 pesetas

tras un mal año en 1970 donde se perdieron el 32% de las licencias sénior, en 1971 se comenzó una recuperación del rugby andaluz sobre todo centrada en la actividad de las categorías menores y especialmente en los infantiles, con 332 nuevas licencias. De los 25 clubs inscritos, 16 eran clubs de juveniles o infantiles, en una apuesta evidente por el futuro

En la competición sénior despuntó el CD Arquitectura, que obtuvo el título con 13 victorias y solo 1 derrota y fue acompañado a la fase de ascenso por el Sevilla C.F. Los siguientes clasificados, el Macarena y el Natación disputaron la Copa FER.

| 1ª División | 1ª División                            | G  | E | P  | Pts |  | 2ª División | 2ª División                              |
| ----------- | -------------------------------------- | -- | - | -- | --- |  | ----------- | ---------------------------------------- |
| 1º          | Club Deportivo Arquitectura de Sevilla | 13 | 0 | 1  | 40  |  | 1º          | Sevilla Club de Fútbol B                 |
| 2º          | Sevilla Club de Fútbol                 | 10 | 1 | 3  | 35  |  | 2º          | Club Deportivo Arquitectura de Sevilla B |
| 3º          | Agrupación Gimnástica Macarena         | 10 | 0 | 4  | 34  |  | 3º          | Económicas de Málaga                     |
| 4º          | Club Natación Sevilla                  | 8  | 1 | 5  | 31  |  | 4º          | Ingenieros Industriales B                |
| 5º          | Medicina de Sevilla                    | 8  | 0 | 6  | 30  |  | 5º          | Agrícolas B                              |
| 6º          | Club Pineda                            | 3  | 0 | 11 | 20  |  |             |                                          |
| 7º          | Ingenieros Industriales                | 2  | 0 | 12 | 18  |  |             |                                          |
| 8º          | Agrícolas                              | 1  | 0 | 13 | 16  |  |             |                                          |

#### Federaciones del Norte

##### Federación Asturiana
Sede: Gijón

Licencias: 573 (158 sénior, 206 juvenil, 209 infantil) Incremento del 33, 5%

17 clubs en 1 división senior, 1 juvenil, 1 cadete, 1 infantil y 1 alevín

Presupuesto 202.457 pesetas

Asturias sigue siendo una de las regiones más dinámicas del rugby español, con más licencias que, por ejemplo, la vasco-navarra, y con la mitad de población. Además es la única federación que tiene campeonato alevín y varios torneos infantiles lo que asegura un buen futuro para el rugby asturiano. En lo referente a la competición de nuevo el Real Gijón ganó la liga, seguido del CAU Oviedo. Ambos equipos jugarán la fase de ascenso, mientras que la Universidad Laboral y el Revillagigedo participarán en la Copa FER.

##### Federación Vasco-Navarra
Sede: San Sebastián

Licencias: 511 (251 Senior, 128 Juvenil, 132 infantil) Incremento 61,2% 

12 clubes en 1 división sénior, 1 juvenil y 1 infantil

Presupuesto 466.220 pesetas

Buen crecimiento de la federación con la incorporación de la provincia de Navarra a la competición con el CRUN. Además en Vizcaya se forma una nueva federación provincial subsidiaria de la Vasco-Navarra con la formación de nuevos equipos. La liga ya no se restringe solo a San Sebastián, ya hay equipos en Bilbao, Irún, Hernani y Pamplona.

##### Federación Castellana (Valladolid/León)
Sede: Valladolid

Licencias: 473 (151 Senior, 250 Juvenil, 72 Infantil)

13 clubs adscritos. Presupuesto 403.372 pesetas

Sede: León, Licencias: 209 (27 Senior, 81 Juvenil, 101 Infantil)

12 clubs adscritos. Presupuesto 122.260 pesetas

En 1971 las dos federaciones provinciales castellanas deciden hacer un campeonato interprovincial, aunque los puestos otorgados para la fase de ascenso sería para el mejor equipo de Valladolid y para el mejor de León. De todos modos ganó el irregular campeonato el CDU de Valladolid, quedando 2º el Instituto Padre Isla de León. De todos modos en estas federaciones destacan los abundantes torneos para equipos juveniles, escolares, infantiles e incluso alevines.

##### Federación de Vizcaya (nueva)
Sede: Bilbao

Licencias: expedidas a través de la Federación Vasco Navarra

3 clubes: Bilbao Rugby Club, Comercial de Deusto y Medicina Bilbao
 
Nueva federación que en 1971 comienza con partidos de formación y en el campeonato vasco-navarro

##### Federación Cántabra (nueva)
Sede: Santander

Licencias: 50 (27 sénior, 24 juvenil)

3 clubes: Instituto José María Pereda, Residencia Torres-Quevedo e Ingenieros de Caminos
 
Nueva federación que en 1971 comienza con partidos amistosos de formación

| León-Valladolid | León-Valladolid                   | Vict | Asturiana | Asturiana                    | Pts | Vasco-Navarra | Vasco-Navarra                         | Pts |
| --------------- | --------------------------------- | ---- | --------- | ---------------------------- | --- | ------------- | ------------------------------------- | --- |
| 1º              | CDU Valladolid                    | 11   | 1º        | Real Gijón                   | 41  | 1º            | Club Deportivo Universitario Bilbao   | 34  |
| 2º              | Instituto P.Isla de León          | 11   | 2º        | CAU Oviedo                   | 39  | 2º            | Sociedad Deportiva Anoeta             | 30  |
| 3º              | Club Hispania-OJE de León         | 8    | 3º        | Universidad Laboral de Gijón | 31  | 3º            | Club Atlético San Sebastián B         | 29  |
| 4º              | El Salvador B                     | 6    | 4º        | Fundación Revillagigedo      | 29  | 4º            | Rugby Club Irún                       | 25  |
| 5º              | Seminario Inglés de Valladolid    | 3,5  | 5º        | Cuervos de Pravia            | 24  | 5º            | Club de Rugby Univ. de Navarra (CRUN) | 20  |
| 6º              | Club Deportivo San Carlos         | 1,5  | 6º        | Grupo Cultural Covadonga     | 24  | 6º            | Hernani Club de Rugby                 | 16  |
| 7º              | Escuela de Arquitectura de Burgos | 1    | 7º        | Combinado-68                 | 18  | 7º            | Aldapeta Rugby Club                   | 12  |
| 8º              | Asociación Deportiva Castilla     | 0    | 8º        | Escuela Ingenieros Técnicos  | 16  |               |                                       |     |

#### Federaciones del Este

##### Federación Valenciana
Sede: Valencia

Licencias: 475 (215 sénior, 180 juvenil, 8 infantil) Incremento del 8,4 %

14 clubs en 1 división senior, 1 juvenil, 1 cadete

Presupuesto 173.688 pesetas

Aunque con una reducción en las licencias sénior, la federación valenciana crece en categorías inferiores. El Xè-15 y el Valencia R.C. (en 1970 Gimnasio EyD) dominan la liga y se clasifican para la fase de ascenso. El Levante y la Peña Valencianista jugarán la Copa FER.

##### Federación Aragonesa
Sede: Zaragoza

Licencias: 407 (169 sénior, 178 juvenil, 60 infantil) Incremento del 8,4 %

10 clubs en 1 campeonato senior y 1 juvenil

Presupuesto 91.956 pesetas

Con solo 4 equipos, la federación más pequeña de España, logra crear una liga en la que el equipo de la facultad de Veterinaria vence sin muchos problemas. Con un buen crecimiento en categorías menores, el rugby aragonés se va afianzando.
| Valenciana | Valenciana                               | Aragonesa | Aragonesa                          |
| ---------- | ---------------------------------------- | --------- | ---------------------------------- |
| 1º         | XÈ-15 Valencia                           | 1º        | Club de Rugby Veterinaria Zaragoza |
| 2º         | Valencia Rugby Club                      | 2º        | Aragón Rugby Club                  |
| 3º         | Levante Unión Deportiva                  | 3º        | C.M. Pedro Cerbuna                 |
| 4º         | Peña Deportiva Valencianista             | 4º        | C.M. Ramón Pignatelli              |
| 5º         | Escuela Estudios Mercantiles             |           |                                    |
| 6º         | CAU Rugby Valencia                       |           |                                    |
| 7º         | Club Náutico de Cullera                  |           |                                    |
| 8º         | Patronato Educación y Cultura de Moncada |           |                                    |

## Competiciones internacionales

### VIª Copa de Naciones F.I.R.A. (Senior 2ª División)
España participaba en el grupo B. Superó la primera eliminatoria venciendo a Portugal en Madrid, e imponiéndose a domicilio por 0-6, por incomparecencia de Portugal en Lisboa. En la liguilla final ganó fácilmente a  Bélgica, pero perdió en casa frente a la recién descendida Checoslovaquia que retornaba al grupo A para el año 1972.

#### Eliminatorias
| Ciudad  | Fecha      | Local          | Resultado | Visitante      |
| ------- | ---------- | -------------- | --------- | -------------- |
| Havířov | 24-10-1970 | Checoslovaquia | 19-3      | Yugoslavia     |
| Zagreb  | 29-10-1970 | Yugoslavia     | 0-6       | Checoslovaquia |

| Ciudad | Fecha      | Local    | Resultado | Visitante |
| ------ | ---------- | -------- | --------- | --------- |
| Madrid | 20-12-1970 | España   | 17-0      | Portugal  |
| Lisboa | 27-01-1971 | Portugal | 0-6       | España    |

#### Grupo Final
| \| \| \| |                |     |   |   |   |    |    |     |
| Pos      | Equipo         | Jug | V | E | D | PF | PC | Pts |
| 1        | Checoslovaquia | 2   | 2 | 0 | 0 | 37 | 18 | 6   |
| 2        | España         | 2   | 1 | 0 | 1 | 50 | 12 | 4   |
| 3        | Bélgica        | 2   | 0 | 0 | 2 | 12 | 69 | 2   |
|          |                |     |   |   |   |    |    |     |

Partidos:

| Ciudad      | Fecha      | Local          | Resultado | Visitante      |
| ----------- | ---------- | -------------- | --------- | -------------- |
| La Louvière | 18-04-1971 | Bélgica        | 0-44      | España         |
| Madrid      | 5-04-1970  | España         | 6-12      | Checoslovaquia |
| Brno        | 12-04-1970 | Checoslovaquia | 25-12     | Bélgica        |

### VIICopa Ibérica
En la Copa Ibérica de Rugby de 1971 España fue representada por el campeón (Canoe) y subcampeón (Atlético San Sebastián) de la Copa del Generalísimo de 1970 (y no los campeones de liga). El evento se celebró en Madrid entre el 26 y el 28 de febrero. El campeón portugués (Benfica) se impuso a ambos equipos españoles, consiguiendo por primera vez la copa para un representante luso. Sin embargo sería la última copa hasta su renacimiento en 1984 en otro formato.
|  | Semifinales                 | Semifinales           |                     |                        | Final                       | Final                 |  |
|  | 26 de febrero de 1971       | 26 de febrero de 1971 |                     |                        | 28 de febrero de 1970       | 28 de febrero de 1970 |  |
|  |                             |                       |                     |                        |                             |                       |  |
|  |                             |                       |                     |                        |                             |                       |  |
|  | Club Atlético San Sebastián | 6                     |                     |                        |                             |                       |  |
|  | Club Atlético San Sebastián | 6                     |                     |                        |                             |                       |  |
|  | Sport Lisboa e Benfica      | 9                     |                     |                        |                             |                       |  |
|  | Sport Lisboa e Benfica      | 9                     |                     | Sport Lisboa e Benfica | 13                          |                       |  |
|  |                             |                       |                     | Sport Lisboa e Benfica | 13                          |                       |  |
|  |                             |                       | Canoe Natación Club | 3                      |                             |                       |  |
|  | AEIS Técnico                | 3                     | Canoe Natación Club | 3                      |                             |                       |  |
|  | AEIS Técnico                | 3                     |                     |                        |                             |                       |  |
|  | Canoe Natación Club         | 27                    |                     |                        | Tercer lugar                | Tercer lugar          |  |
|  | Canoe Natación Club         | 27                    |                     |                        | Tercer lugar                | Tercer lugar          |  |
|  |                             |                       |                     |                        |                             |                       |  |
|  |                             |                       |                     |                        | Club Atlético San Sebastián | 13                    |  |
|  |                             |                       |                     |                        | Club Atlético San Sebastián | 13                    |  |
|  |                             |                       |                     |                        | AEIS Técnico                | 26                    |  |
|  |                             |                       |                     |                        | AEIS Técnico                | 26                    |  |
|  |                             |                       |                     |                        |                             |                       |  |